# Sæmundur Gíslason
Sæmundur Gíslason  est un joueur islandais de football né le 13 novembre 1920 et mort le 2 février 2003. Il évolue au Fram Reykjavik et en sélection islandaise dans les années 1940.

## Biographie

### Club
Sæmundur grandit dans la capitale islandaise, et passe par toutes les catégories d'âge du Fram Reykjavik. Il atteint l'équipe première dès ses dix-huit ans, et remporte son premier titre de champion d'Islande en 1939. Il est souvent capitaine de l'équipe.
Il joue aux côtés des futurs joueurs et sélectionneurs de l'Islande, Karl M. Guðmundsson et Ríkharður Jónsson, et accroche deux autres championnats à son palmarès.
Pratique courante à l'époque, il siège au conseil d'administration de son club durant sa carrière de joueur. Il occupera ainsi de nombreuses fonctions au sein du club, notamment trésorier.

### Sélection
Sæmundur dispute le tout premier match de l'Islande, le 17 juillet 1946 face au Danemark.
Il est aligné sur son côté droit, et connaîtra une partie difficile, tout comme son pendant à gauche Haukur Óskarsson. Les insulaires s'inclinent finalement 3-0.
Il prend part aux six premiers matchs de son pays, et clôt sa longue carrière internationale (pour l'époque) après la retentissante victoire 4-3 obtenue face à la Suède en 1951. 

### Après-carrière
Après sa carrière, Sæmundur reste proche du mouvement sportif, puisqu'il siège à l'Íþróttabandalag Reykjavíkur (Reykjavik Sports Union) de 1962 à 1984. Il est nommé membre honoraire du Fram en 1973. 

## Palmarès
- Fram Reykjavik
  - Champion d'Islande en 1939, 1946 et 1947